# 3044 Saltykov
3044 Saltykov (1983 RE3) là một tiểu hành tinh vành đai chính được phát hiện ngày 2 tháng 9 năm 1983 bởi N. V. Metlova ở Krym.